# Willie Pickens
Willie Pickens (* 18. April 1931; † 13. Dezember 2017 in New York City) war ein US-amerikanischer Jazzpianist und Musikpädagoge.

## Leben und Wirken
Pickens wuchs im Mittleren Westen auf und studierte Musikpädagogik am Wisconsin Conservatory of Music in Milwaukee, anschließend an der University of Wisconsin, wo er 1958 den Bachelor in Musikpädagogik erwarb. Danach begann er in Chicago als professioneller Musiker zu arbeiten, so wirkte er 1961 bei Eddie Harris’ Hitsingle Exodus mit. In den nächsten zwei Jahrzehnten war er vorwiegend in der Musikerausbildung tätig, ab 1966 an der Lindblom High School in der South Side von Chicago; daneben wirkte er bei Aufnahmen von Bunky Green, Eddie Harris (Exodus to Jazz), Buddy DeFranco (1977) und Vernel Fournier mit, tourte mit Red Holloway, Joe Henderson, Wynton Marsalis, Frank Catalano, und trat mit Künstlern wie Sammy Davis Jr., Quincy Jones, Roberta Flack und Minnie Riperton auf. 1990 wurde er Mitglied von Elvin Jones’ Formation Jazz Machine.
Nach seinem Ruhestand als Musikerzieher ging er mit der Gruppe auf zahlreiche Tourneen und wirkte bei dessen Enja-Album Going Home (1992) mit. Ferner arbeitete er mit Steve Grossman (Time to Smile, 1993), Edward Petersen (1994), Clark Terry (Top and Bottom Brass, 1998) und Von Freeman (75th Birthday Celebration, 1998); außerdem legte er eine Reihe von Alben unter eigenem Namen vor, darunter ein Tributalbum für Wynton Kelly und Jazzinterpretationen christlicher Lieder wie Down by the Riverside, My God Is So High und Wade in the Water (Jazz Spirit, Vols. 1 & 2). 2000 trat er mit Marian McPartland in deren NPR-Sendung Piano Jazz auf; das Album erschien unter dem Titel Ain’t Misbehavin’: Live at the Jazz Showcase auf Concord Jazz. Pickens starb im Dezember 2017 bei den Vorbereitungen auf ein Konzert im New Yorker Lincoln Center.